# Amoralité
À ne pas confondre avec l'immoralité. Pour la position philosophique rejetant toute morale, voir l'amoralisme.
L'amoralité est une absence de dépendance, ou indifférence, envers la moralité,,.
Il s'agit d'une absence de dépendance individuelle ou collective avec toute notion de morale, que ce soit avec la morale religieuse, la morale laïque ou la morale sociale.
La moralité chez les humains — voire aussi les animaux — est un sujet de litige parmi les scientifiques et les philosophes. Si la moralité est intrinsèque à l'humain, alors les humains amoraux n'existent pas ou sont déficients dans leur humanité. Si la moralité est extrinsèque à l'humanité alors des êtres humains amoraux peuvent exister et être pleinement humains, pouvant être amoraux par leur nature ou par choix.
L'amoralité est un trait de la nature : la chimie, la géologie ou la biologie n'identifient pas de moralité dans les composés chimiques, les pierres, ou les plantes.
L'amoralité ne doit pas être confondue avec l'immoralité, qualifiant un être faisant ou pensant à quelque chose qu'il pense consciemment être mal. Amoralité signifie qui est étranger à la morale, qui ne prend pas la morale en considération. Pour être impartial, l'observateur des mœurs doit être amoral. Tandis que immoralité signifie ce qui est contraire à la morale.  « Cela devenait immoral d'encourager ainsi le vice » (E. Zola).

## Manifestations non humaines
Toute entité non dotée de raison peut être considérée comme catégoriquement amorale. Par exemple, une pierre peut être utilisée (par des agents rationnels) pour des fins bonnes ou mauvaises, mais la pierre en elle-même n'est ni bonne ni mauvaise.

### Animaux
Les animaux ont longtemps été considérés comme des entités amorales. Cependant, la recherche dans l'évolution de la moralité, incluant la sociabilité et l'altruisme chez les animaux, a suscité de nouveaux débats parmi plusieurs philosophes. Plusieurs animaux montrent un comportement analogue au comportement moral humain, comme se préoccuper des plus jeunes, protéger la famille et partager les restes de la chasse. De manière générale, si ce comportement est une réponse volontaire à des normes éthiques alors les animaux ont une moralité; si les animaux suivent un instinct inné de manière involontaire alors ils sont amoraux.

### Entités légales
Certains considèrent les corporations comme des entités intrinsèquement amorales.

## Amoralité humaine
La moralité humaine apparaît chez les adultes et même chez les enfants en bas âge. Cependant, certains humains peuvent être considérés comme étant amoraux. Il y a un débat quant à savoir si l'être humain bébé développe un sens moral — la morale est elle cultivée (de l'intérieur) ou implantée (de l'extérieur) ?
- Jeunes humains
  - Les nouveau-nés humains, comme les animaux, ne montrent aucun sens d'empathie envers leurs congénères, ni culpabilité ni remords.

- Troubles cognitifs
  - Les troubles cognitifs ainsi que les psychopathologies telles que la Personnalité antisociale peuvent être exemples d'humains dépourvus de moralité.

- Rejet de la moralité
  - Des philosophes tels que Friedrich Nietzsche soutiennent que des êtres humains adultes rationnels peuvent choisir d'être amoraux en rejetant la moralité. Si la moralité est mauvaise, alors elle doit être écartée. Cependant, si la moralité est mauvaise, affirmer qu'elle l'est est une forme de moralité. Ainsi, un argument véritablement amoral rejetterait la morale pour des raisons sans rapport avec la morale.

Les humains peuvent écarter des codes ou systèmes moraux ayant été purement construits socialement par leur culture native. Si un être humain rationnel peut d'une manière ou d'une autre outrepasser la notion d'établir des notions de bien ou de mal, il est discutable que les êtres humains ont la capacité de devenir amoraux.
- Suspension de la moralité
  - De temps en temps les humains peuvent volontairement suspendre les considérations de valeurs morales, bien que dans un domaine limité. Par exemple un avocat peut choisir d'être amoral en ce qui concerne son client pour ne pas juger de sa culpabilité ou de son innocence avant la fin du procès. Ceci est différent d'un rejet total de la moralité si l'avocat agit selon les valeurs morales et prend en compte les considérations morales en dehors de la salle d'audience.

## Dans la littérature et la culture populaire
Dans le roman À l'est d'Éden de John Steinbeck, le narrateur suggère que le personnage Cathy Ames est née sans conscience.
Dans Batman: The Killing Joke d'Alan Moore, le Joker est dépeint non pas comme étant immoral ou malavisé, mais plutôt comme amoral malgré sa folie. Montrant plus clairement sa position morale, le but premier de ses actions est de montrer que n'importe qui peut succomber ou accepter la folie, après une très mauvaise journée, indépendamment de la moralité de quiconque—ou l'absence de celle-ci. Rendant sa moralité plus compliquée cependant, le Joker est prêt à laisser Batman le tuer pour ses crimes les plus récents—une action qui, peut-être, suggère que le Joker garde un vestige de ses anciennes valeurs morales, marqué par le ton sincère avec lequel il présente cette offre à Batman. Il implique qu'il a, en fait, véritablement décidé de se livrer à son destin : à ce moment précis il n'essaye pas juste de tenter Batman au meurtre pour corrompre ses codes moraux, mais aussi de véritablement chercher à mettre fin à la misère et la corruption qu'il sème autour de lui.